# Madame de Thèbes (film)
Madame de Thèbes è un film del 1915, diretto da Mauritz Stiller.

## Trama
Una giovane zingara, Ayla, viene maledetta dal padre, a causa verosimilmente di una gravidanza indesiderata, e scacciata di casa. La giovane dà alla luce un bambino, che la contessa Julie sostituisce col proprio figlio, morto poco dopo la nascita, dando ad Ayla un medaglione col proprio ritratto.
35 anni dopo, alla morte della contessa, il suo presunto figlio, Robert, è un uomo politico, e da una lettera della defunta apprende che la propria madre naturale è una zingara, che ha in suo possesso il medaglione. 
Robert sta per assurgere ad un’importante carica ministeriale, con l’opposizione del barone von Volmar, che decide di consultare Madame de Thèbes, che non è altri che Ayla, ora famosa veggente e chiromante corteggiata dall’aristocrazia e dalla classe politica. Costei predice a von Volmar un fulgido avvenire in politica, e gli consegna un foglio col suo responso e l’impronta della mano del barone.
Intanto Max, un servitore di Robert, ha trafugato al padrone la lettera della contessa in cui rivelava la verità sulla sua nascita, e la consegna, dietro compenso, a von Volmar, il quale ha intenzione di utilizzarla per l’impeachment dell’oppositore, che denuncia apertamente nei corridoi del parlamento come figlio naturale di madame de Thèbes. Il barone non esita, a mo’ di beffa, a far pervenire a Robert il foglio con la predizione di madame de Thèbes.
Louise, la figlia di von Volmar, è venuta a conoscenza degli intrighi del padre, e, essendo innamorata di Robert, (che le ha prestato soccorso durante un’aggressione da lei subita tempo prima, senza che fosse nota la sua identità), rivela tutto, tramite una lettera, a madame de Thèbes. Data l’eccessiva interferenza della veggente nella vita politica del paese non è difficile trovare pretesti per farla arrestare; ma quando Louise si reca in carcere a trovarla, le due si scambiano gli abiti e la reclusa evade, portando con sé uno scritto di pugno di Louise destinato al padre, in cui la ragazza minacciava il suicidio se il barone avesse continuato l’azione diffamatoria nei confronti di Robert.
Madame de Thèbes si reca alla sessione parlamentare in cui il barone rivela in aula gli illeciti natali di Robert, e dalla galleria riservata al pubblico rinnega suo figlio, poi perde conoscenza. Mentre viene soccorsa mostra a von Volmer lo scritto della figlia, ed il barone, fra il fermento dei deputati, si accinge a ritrattare l’accusa.
Robert visita madame de Thèbes, rimessa ufficialmente in libertà, mentre quest’ultima è colta da malore e muore. Solo allora Robert, vedendo addosso alla veggente il medaglione con l’effigie della madre adottiva, scopre la verità sulla propria origine.